# Johann Caspar Ulinger

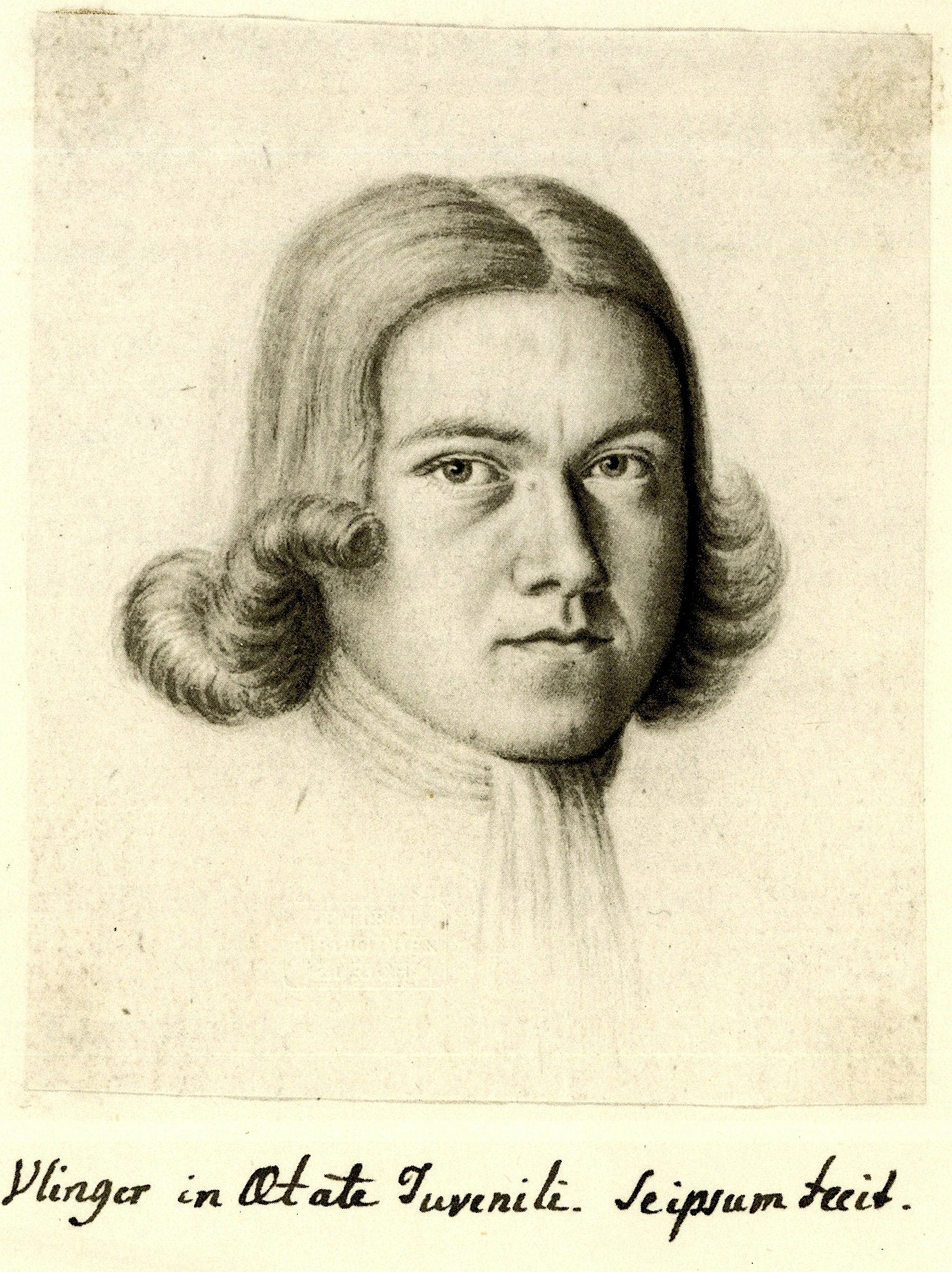
Selbstporträt 1732

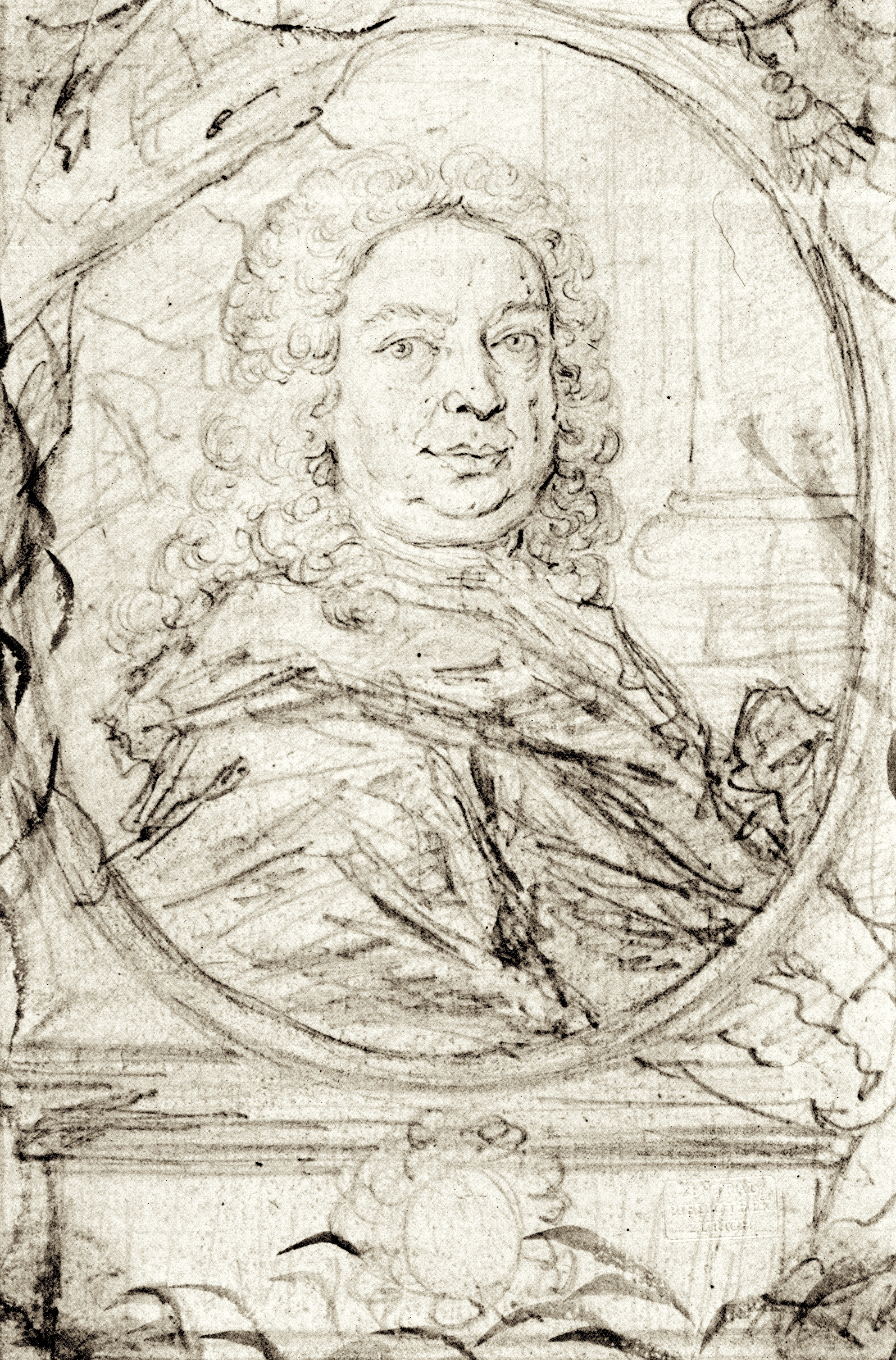
Selbstporträt 1760

Johann Caspar Ulinger (* 27. April 1704 in Herrliberg; † 14. Juli 1768 in Zürich) war ein Schweizer Zeichner, Radierer und Kupferstecher.

## Leben
Johann Caspar Ulinger war der zweitgeborene Sohn des Herrliberger Pfarrers Hans Felix Ulinger (1656–1733) und seiner Frau Johanna Ulinger geb. Müller (1670–1741). Über das Leben Ulingers gibt es nur wenige verlässliche Quellen. Ausgebildet wurde er in Winterthur von Felix Meyer d. J. (1692–1752). Im Alter von 21 Jahren war er ausgebildeter Radierer; eine Abbildung des Weiherschlösschens Hiltalingen bei Basel ist mit Joh. Caspar Ulinger fecit 1724 signiert.
Ende der 1720er-Jahre scheint sich Ulinger als Porträtmaler an verschiedenen deutschen Fürstenhöfen durchgeschlagen haben. 1730 lebte er als Hofmaler in Dresden am Hof Augusts des Starken. Nach dessen Tod 1733 kehrte Ulinger nach Zürich zurück, wo er den Rest seines Lebens verbrachte.
Er lebte vorwiegend vom Ertrag der Zeichnungsstunden, die er gelegentlich erteilte. Immer wieder unternahm er mit dem Skizzenbuch, oft zusammen mit seinem Hund, weite Reisen in die Innerschweiz, das Gotthardgebiet und an den Bodensee. Im Kanton Graubünden zeichnete er in entlegenen Bergregionen, die kaum je zuvor von einem Künstler besucht worden waren.
Gegen den Schluss seines Lebens soll Ulinger geistig verwirrt gewesen sein; der Zürcher Kaufmann Hans Caspar Ott-Escher (1740–1799), der zahlreiche seiner Zeichnungen besass, bezeichnete ihn als «im Kopf zerrüttet». An seiner Krankheit scheiterte auch die geplante Verlobung mit der Bäckerstochter Esther Schinz (1713–1785). Der unverheiratet gebliebene Ulinger starb im Alter von 64 Jahren im Spital zu Predigern als der Letzte seines Geschlechts, das seit dem 15. Jahrhundert in Zürich nachgewiesen ist.
Der ältere Bruder Ulingers Hans Jacob (1697–1750) wirkte als Pfarrer in Genf, Basel und Heidelberg. Durch seine Urgrosstante Catharina Klinger geb. Murer (1625–1695) war Ulinger familiengeschichtlich mit Jos Murer verbunden, dem Schöpfer des bekannten Murerplans, der Ulinger als Vorlage für seine Stadtvedute gedient haben mag.

## Werk
Die zahlreichen Darstellungen von Landschaften und Ortschaften Ulingers gleichen stilistisch den Werken von Johann Melchior Füssli, dessen Schüler Ulinger gewesen sein könnte. Neben Darstellungen des Zürichsees sind von Ulinger zahlreiche Bilder von anderen Gegenden des Kantons und der Stadt Zürich erhalten.
1740 und 1742 zeichnete er für den etablierten David Herrliberger sieben Schlösser und Herrensitze für dessen Werk «Eigentliche Vorstellung der adelichen Schlösser im Zürich Gebieth». Das früheste datierte Werk Ulingers stammt vom Februar 1740, es zeigt eine Ansicht der Zürcher Rathausbrücke mit Küfern, die auf dem Limmatstein arbeiteten. Das späteste datierbare Werk Ulingers ist eine Ansicht über den Platzspitz gegen den Üetliberg aus dem Jahr 1758.
Beeinflusst von seinen Ausflügen, stellte Ulinger in zwölf Blättern eine imaginäre Reise von Zürich über die Rigi zum Vierwaldstättersee, auf den Gotthard ins Vorderrheintal zusammen. 1765 gab Ulinger sie als eigenhändige Radierungen unter dem Titel Schweizerische PROSPECT vom ORSEREN THAL heraus.
Den Hauptteil seines Werkes bilden die zahlreichen undatierten Blätter, die er von seinen Wanderungen und Ausflügen nach Hause brachte.

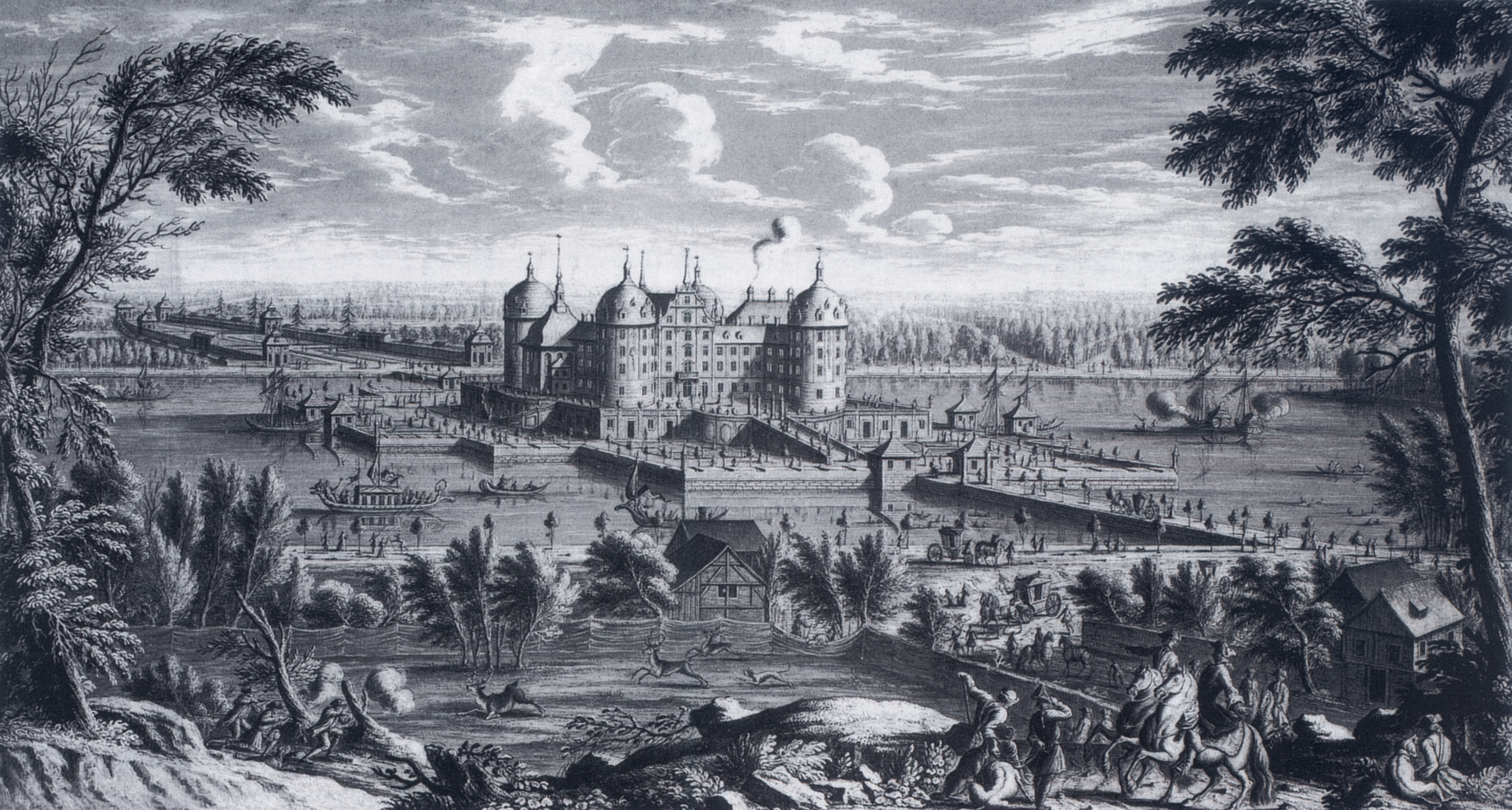
Schloss Moritzburg, 1733
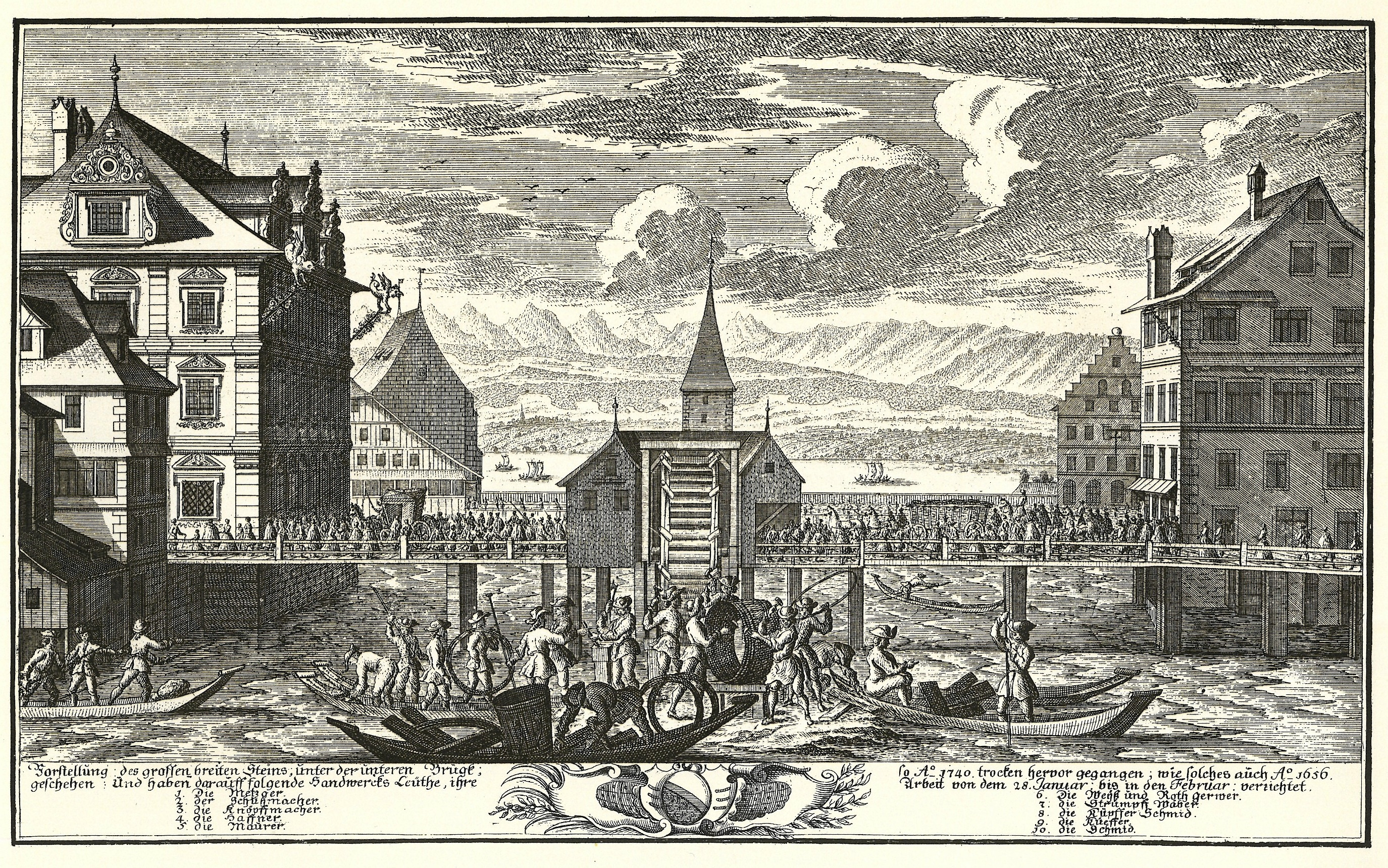
Zürcher Rathausbrücke, 1740: Küfer arbeiten auf dem Limmatstein an einem grossen Fass
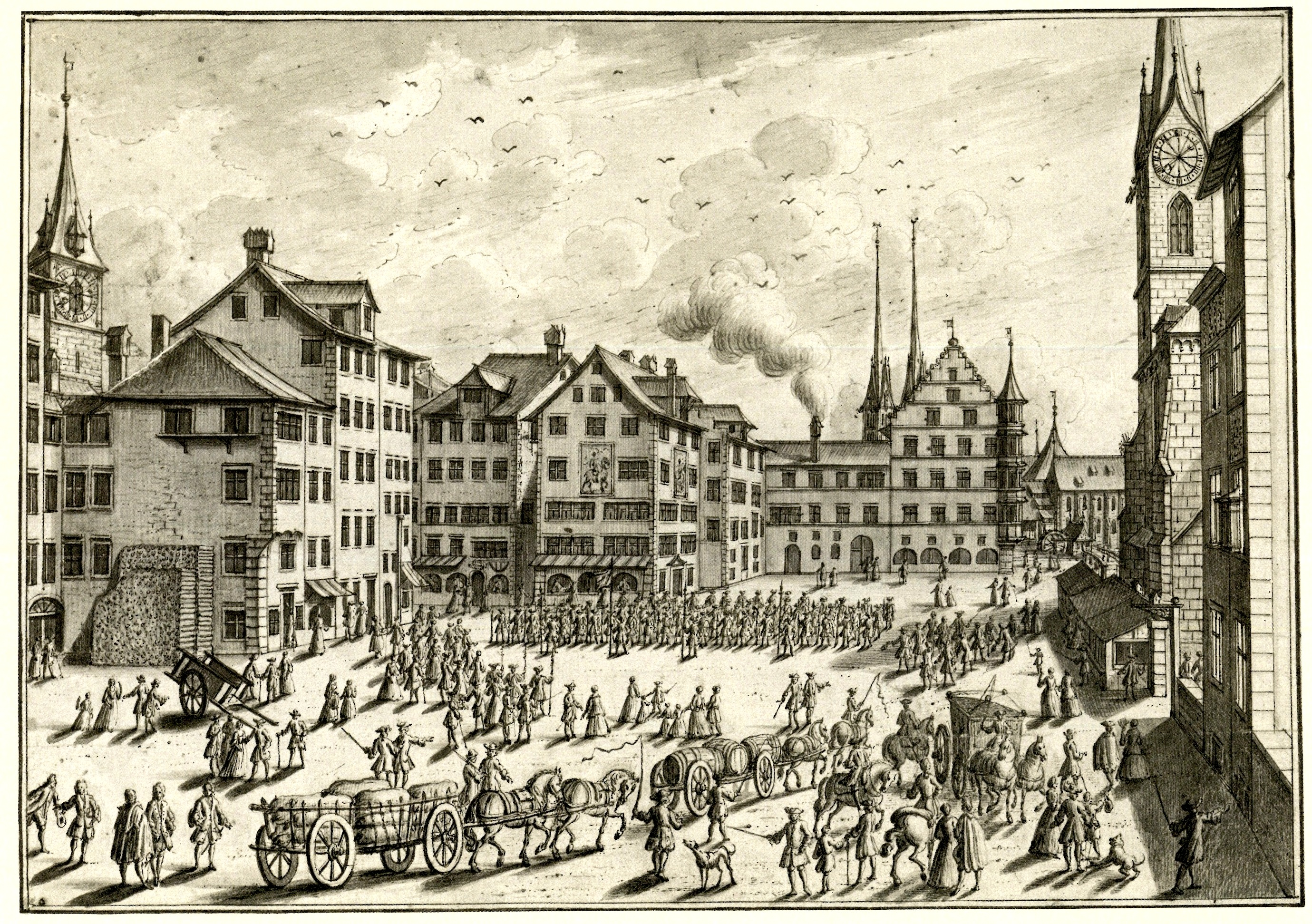
Münsterhof Zürich, 1748
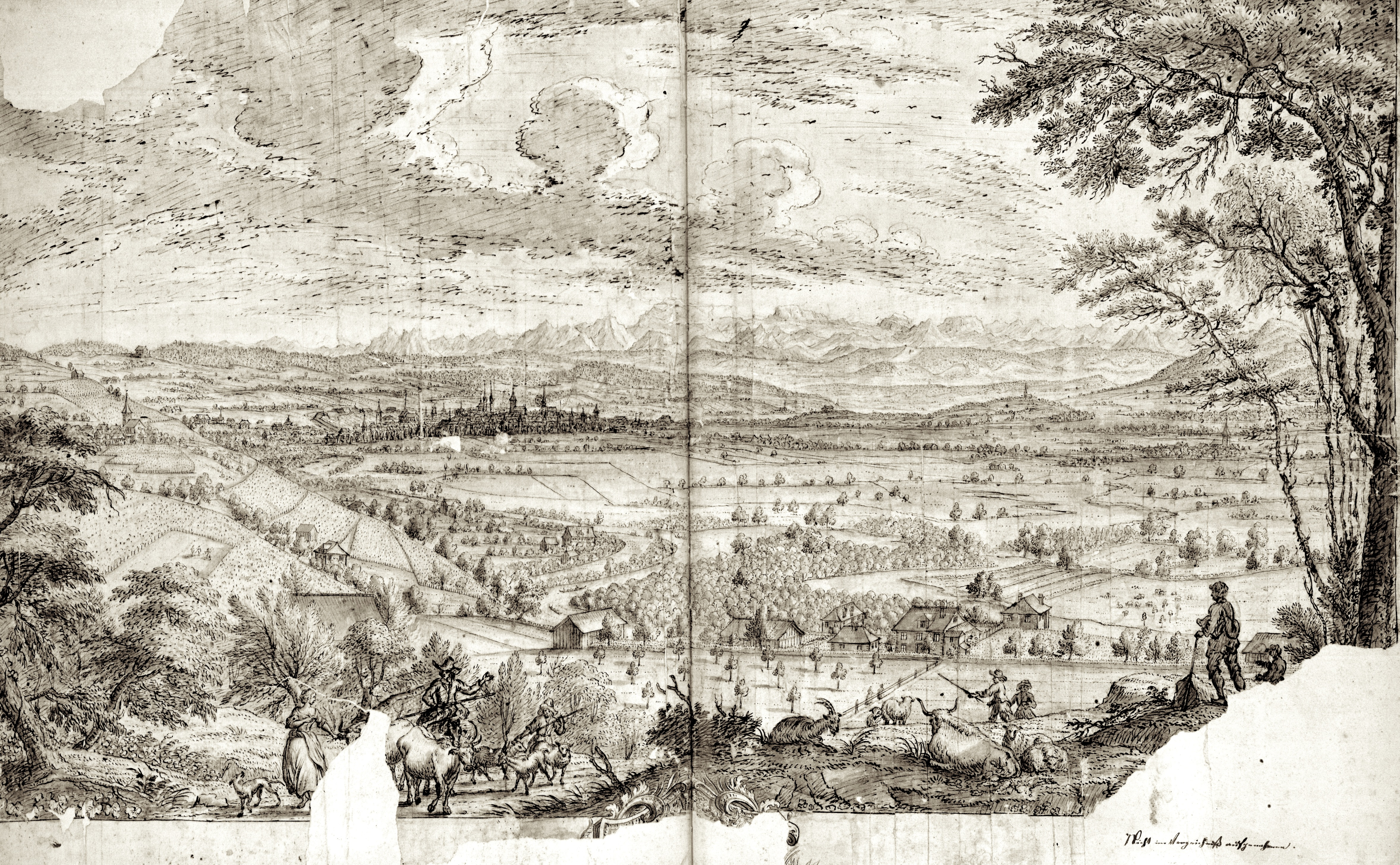
Ansicht von Zürich von Nordwesten, 1760

### Planvedute der Stadt Zürich

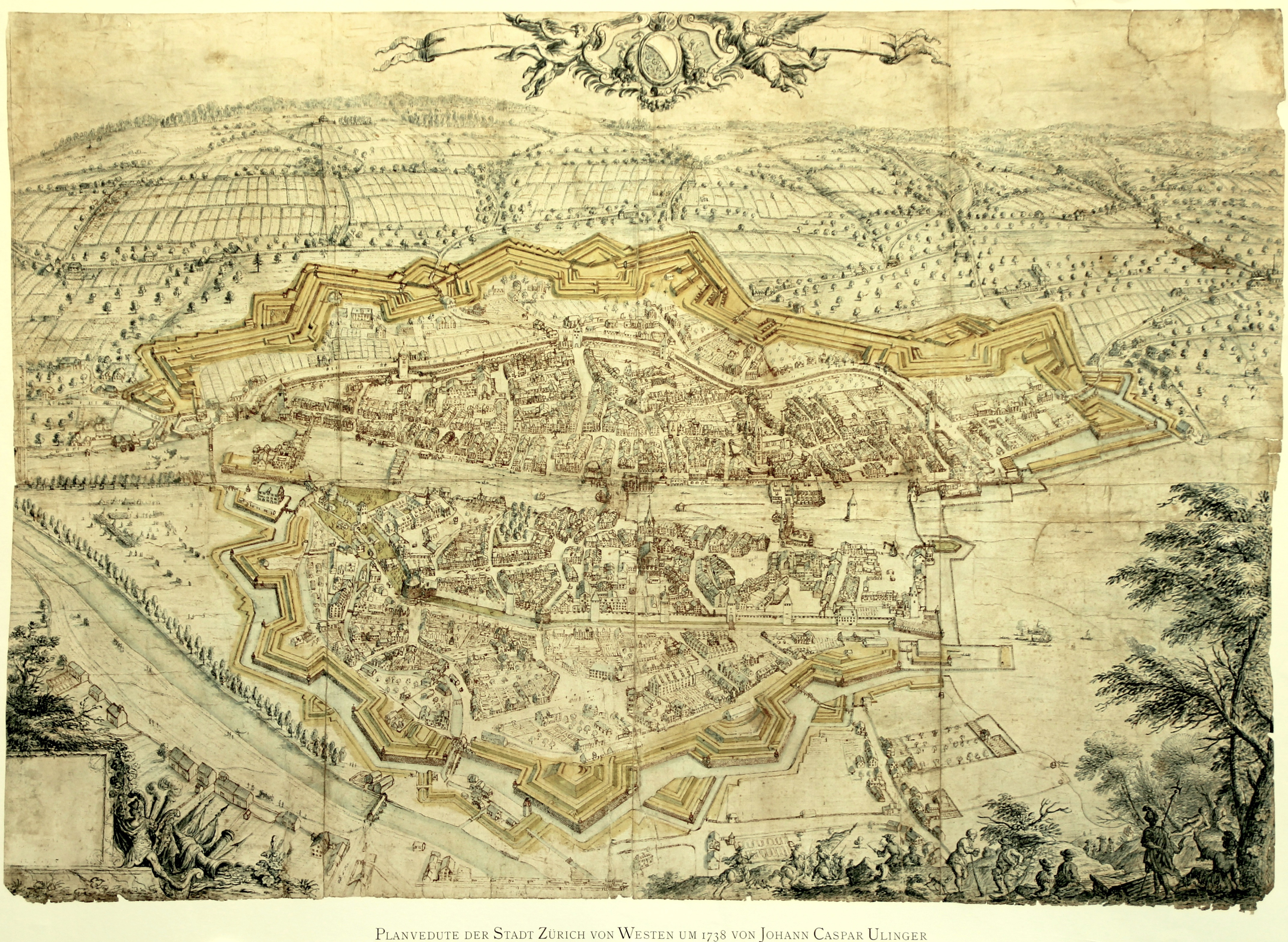
Planvedute der Stadt Zürich

Ulinger grösstes Werk, eine Ansicht der Stadt Zürich von Westen um 1738, besteht aus acht Blättern aus Büttenpapier, die zusammengesetzt eine Fläche von 101 Zentimetern Höhe und 142,5 Zentimetern Breite ergeben. Auftraggeber und Bestimmung sind nicht bekannt. Einige nur teilweise bearbeitete Stellen wie beispielsweise das leer gebliebene Feld links unten zeigen, dass die Vedute unvollendet geblieben ist. Die mit Zirkel und Lineal konstruierte geometrische Vorlage der Vedute stammt vermutlich entweder vom Mathematiker und Artillerieoffizier Hans Heinrich Vogel (1671–1753) oder vom Ingenieur Hans Heinrich Albertin (1713–1790).
Ulinger gestaltete seine Arbeit mit verschiedenen technischen Mitteln: Die Bauten innerhalb der Schanzen sind mit brauner Feder gezeichnet, die Wälle selbst mit dem Pinsel in hellem Oliv, ebenso der untere Teil des Fröschengrabens und die Wiesen beim Kloster Oetenbach. Die Landschaft ausserhalb der Stadt, die Bäume auf dem Lindenhof und die Wellen der Sihl sind mit dunkelbrauner oder grauschwarzer Feder ausgeführt und wurden anschliessend mit dem Pinsel graublau laviert.
Seine Stadtansicht belebte Ulinger leicht und skizzenhaft mit zahlreichen winzigen Szenen. Links wird auf dem Schützenplatz exerziert und geschossen, ungefähr dort, wo heute der Hauptbahnhof liegt. Mehrere Schiffe gleiten über Sihl und Limmat und rechts sind eben die Kriegsschiffe Seepferd und Neptun ausgelaufen. Personen hingegen sind nur wenige abgebildet.
Die Beleuchtung erfolgt von rechts, es ist Mittagszeit. Durch die Schattierung der Gebäude und den Schattenwurf der zahlreichen Bäume erreicht Ulinger eine hohe Plastizität seiner Ansicht und eine belebende Spannung zwischen Ansicht und Grundriss. Rechts unten, rechts der heransprengenden Reiter, hat sich Ulinger als sitzender Zeichner selbst dargestellt.
Aufgrund einiger markanter Gebäude, deren Baugeschichte bekannt ist, lässt sich die Entstehungszeit der Vedute recht genau bestimmen: Sie entstand frühestens 1736, spätestens 1739. Im Frühling 1979 wurde das brüchig und leicht beschädigte Original auf ein mit Papier überzogenes Baumwollgewebe übertragen.

#### Detailansichten

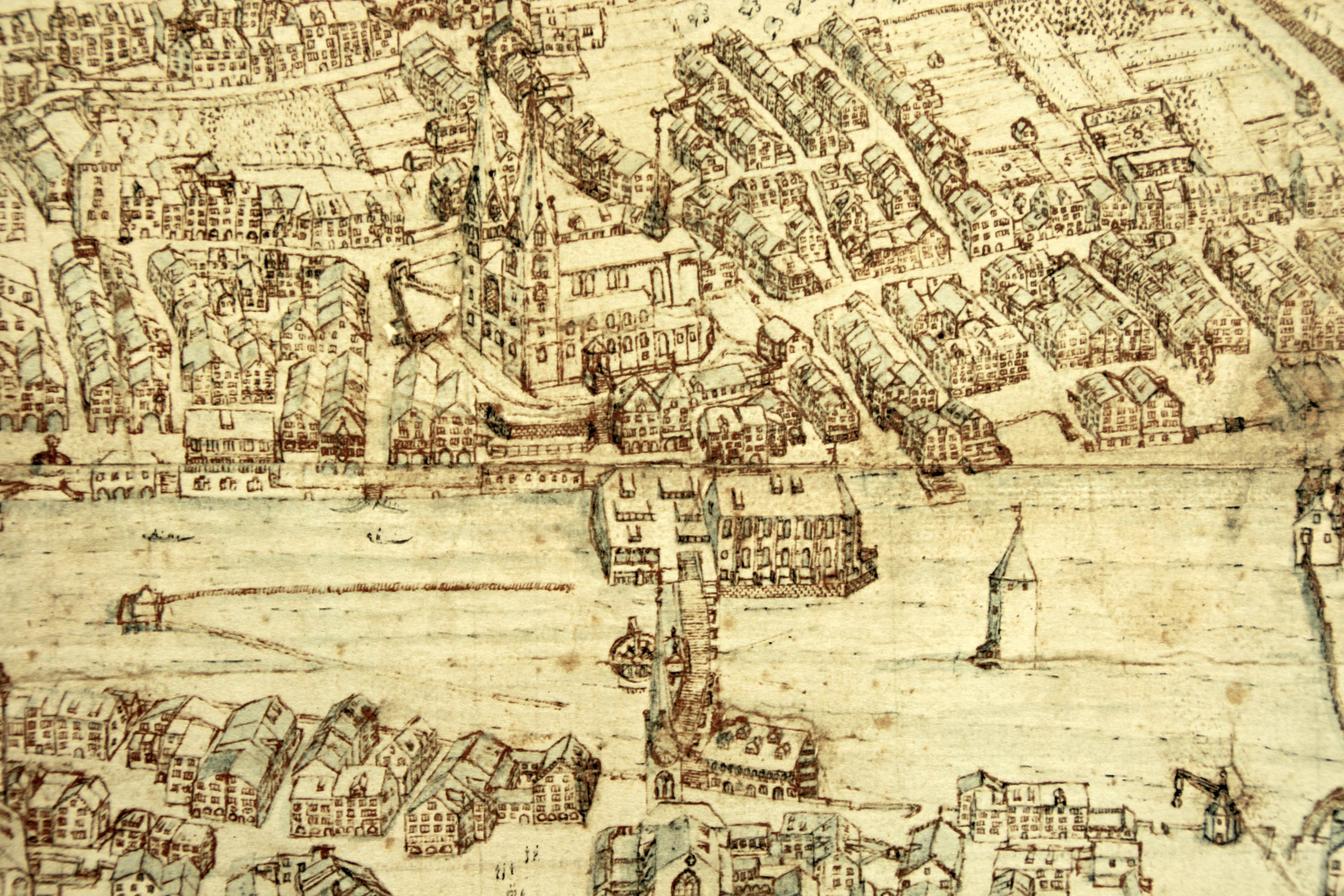
Grossmünster und Wasserkirche
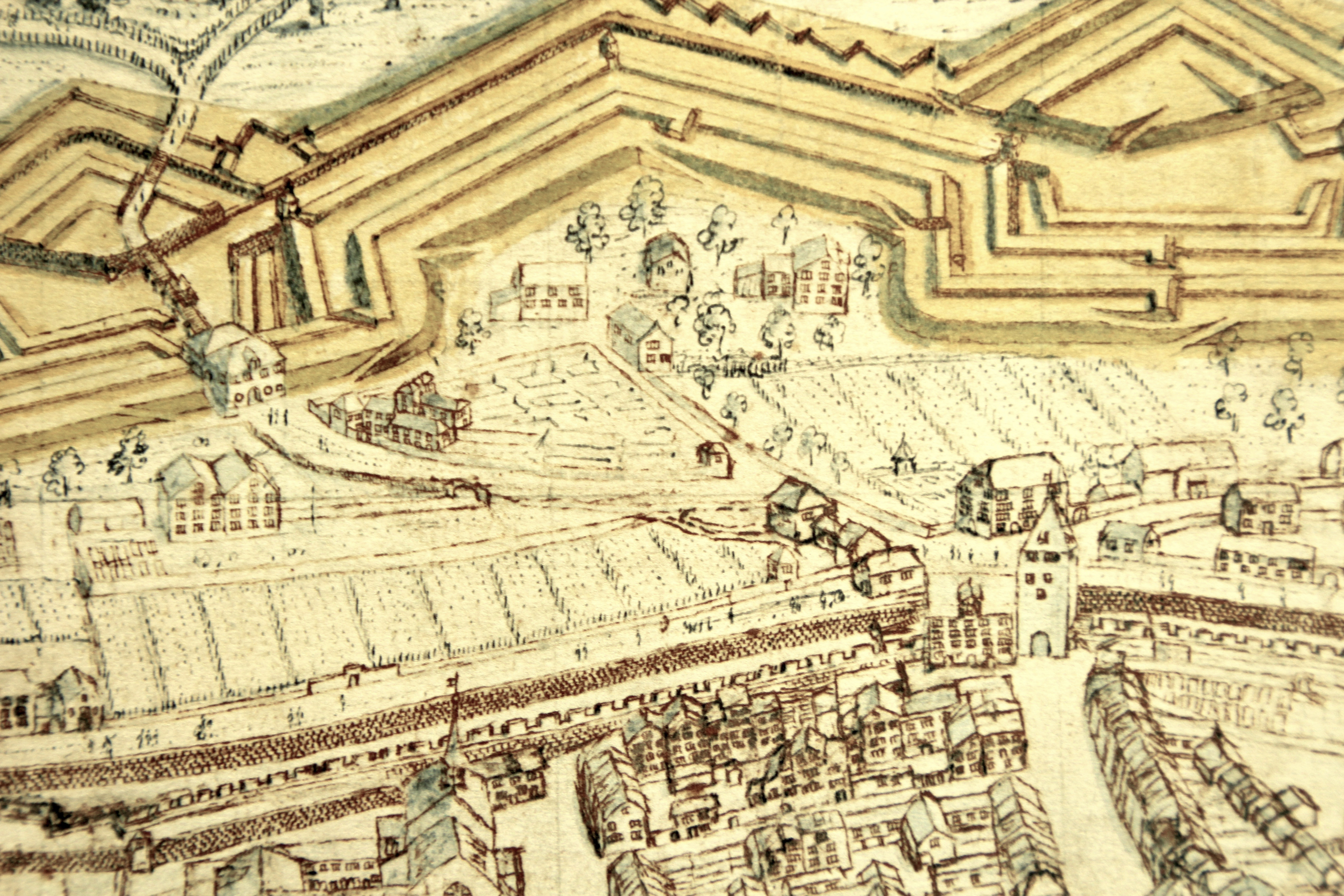
Halseisengasse mit Kronenporte (links) und Neumarkttor
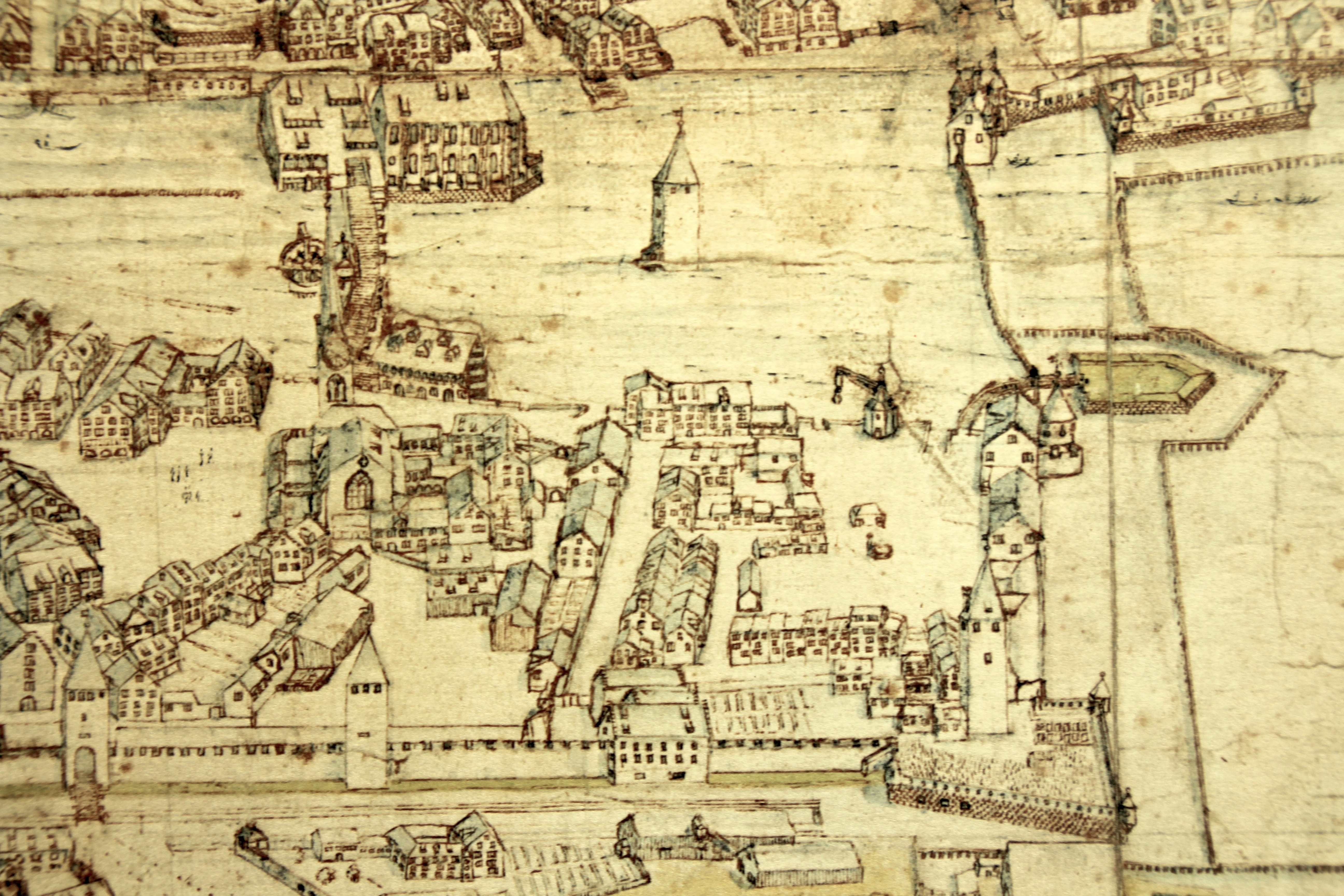
Kratzquartier
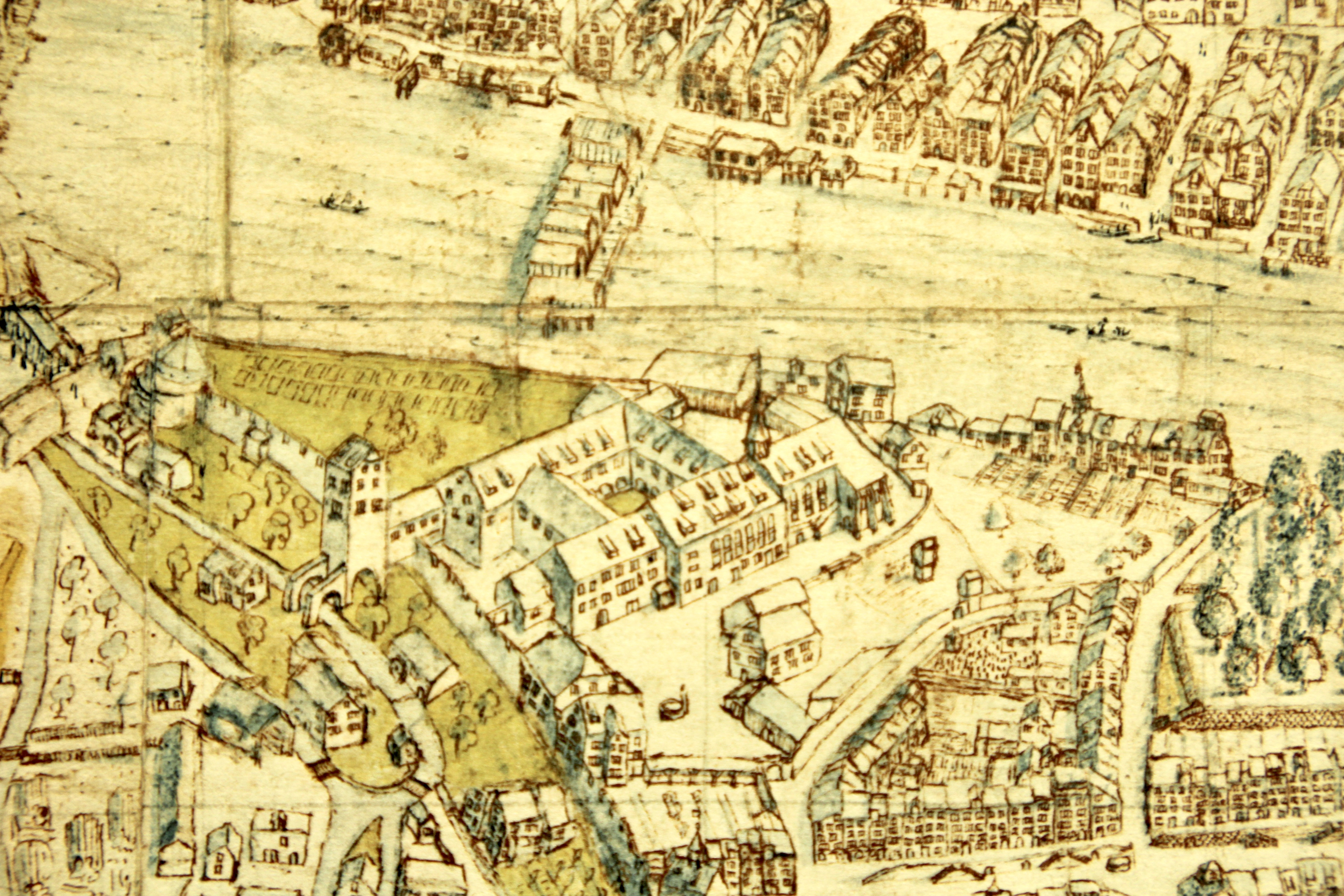
Kloster Oetenbach
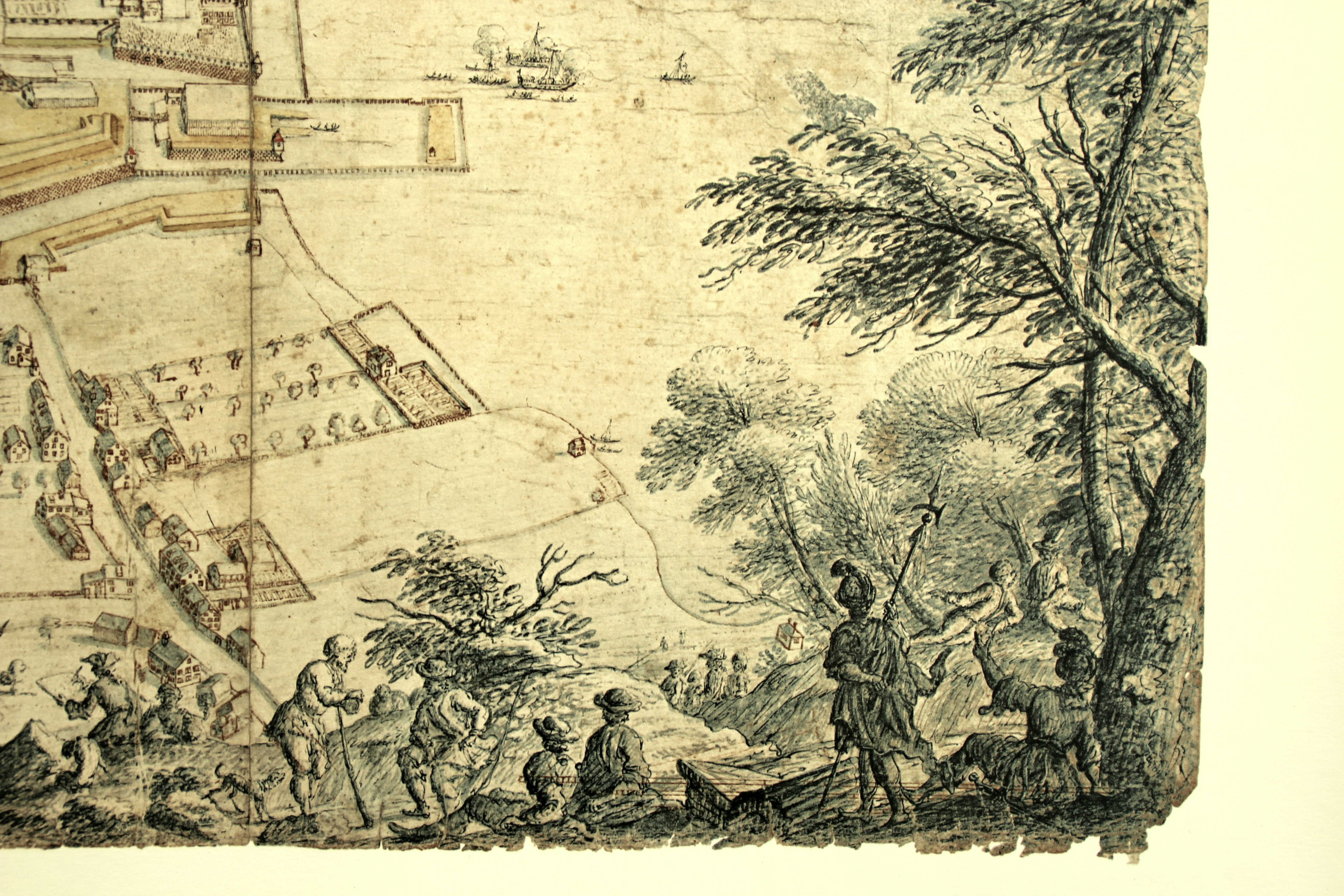
Rechte untere Ecke. Links der Zeichner Ulinger

## Bedeutung
Hans Caspar Ott-Escher bezeichnete Ulinger als «guten Zeichner, besonders in Landschaften», aber als «mittelmässigen Kupferstecher». Auffallend ist, dass Ulinger kein einziges zürcherisches Neujahrsblatt zeichnete; dies im Gegensatz zu seinen Zeitgenossen Johann Melchior Füssli, Johannes Lochmann, David Herrliberger oder Johann Balthasar Bullinger, die diese Aufgabe gleich mehrmals erfüllten. Vermutlich wurde der Aussenseiter Ulinger seiner begrenzten handwerklichen Möglichkeiten wegen nie dafür in Betracht gezogen.
Ulinger blieb wohl wegen seines eigenbrötlerischen Wesens ein Einzelgänger und geriet nach seinem Tod bald in Vergessenheit.